# メラニー・フィッシャー
メラニー・フィッシャー（Melanie Fischer、1996年3月5日 - ）は、オーストリア・ニーダーエスターライヒ州クレムス出身の元同国女子A代表、元女子サッカー選手。ポジションはミッドフィルダー。

## 経歴

### クラブ
5歳でサッカーを地元クラブで始め、弱冠15歳でオーストリア・女子ブンデスリーガに所属するSVノイレングバッハのトップチームに所属した。
中盤の主力選手として2003年、2004年にはオーストリア・女子ブンデスリーガ及びオーストリア・レディースカップで2連覇を果たす。
2004年の夏、ドイツ女子ブンデスリーガに属するFCバイエルン・ミュンヘンに移籍した。
2006-2007年シーズンは地元ニーダーエスターライヒ州のクラブ「SGアルダッガー・ノイシュタットル」に所属したが、2007年の夏にはオーストリア・女子ブンデスリーガに属するFCヴァッカー・インスブルックに移籍した。2013-14年シーズン以降はチームの主将に任命されていた。2016-2017シーズン終了後に引退した。

### 代表
2002年から2011年までオーストリア女子A代表に招集され、通算20試合に出場した。代表デビューは2003 FIFA女子ワールドカップに向けての欧州予選で対戦したスコットランド女子A代表戦（試合は5-0で勝利）。
UEFA欧州女子選手権2013に向けての欧州予選で対戦したポルトガル女子A代表戦を最後に代表を引退した（試合は1-0で勝利）。

## タイトル

### クラブ
SVノイレングバッハ
- オーストリア・女子ブンデスリーガ優勝（2回）： 2002-03, 2003-04
- オーストリア・レディースカップ優勝（2回）： 2002-03, 2003-04

FCヴァッカー・インスブルック
- オーストリア・女子ブンデスリーガ準優勝（3回）： 2007-08, 2008-09, 2009-10